# Bowling aux Jeux mondiaux de 2001
Navigation
Lahti 1997 Duisbourg 2005
Les épreuves de bowling des Jeux mondiaux de 2001 ont lieu à Yokote (Japon).

## Podiums
| Épreuves          | Or                                      | Argent                              | Bronze                             |
| ----------------- | --------------------------------------- | ----------------------------------- | ---------------------------------- |
| Individuel Hommes | Allemagne Tobias Gäbler                 | Corée du Sud Kim Kyung-Min          | Finlande Tom Hahl                  |
| Individuel Femmes | Guatemala Sofia Matilde Rodriguez       | Pays-Bas Ross Greiner               | Finlande Piritta Kantola           |
| Double mixte      | Allemagne Kirsten Penny Steven Thornton | Allemagne Tanya Petty Tobias Gäbler | Norvège Mette Hansen Petter Hansen |

## Tableau des médailles
| Rang  | Nation       | Or | Argent | Bronze | Total |
| ----- | ------------ | -- | ------ | ------ | ----- |
| 1     | Allemagne    | 2  | 1      | 0      | 3     |
| 2     | Guatemala    | 1  | 0      | 0      | 1     |
| 3     | Corée du Sud | 0  | 1      | 0      | 1     |
| 3     | Pays-Bas     | 0  | 1      | 0      | 1     |
| 5     | Finlande     | 0  | 0      | 2      | 2     |
| 5     | Norvège      | 0  | 0      | 1      | 1     |
| TOTAL | TOTAL        | 3  | 3      | 3      | 9     |